# Stahijurus
Stahijurus (lat. Stachyurus), biljni rod iz tropske i umjerene Azije, jedini u porodici Stachyuraceae, dio reda Crossosomatales. Postoji desetak vrsta grmova i manjeg drveća koje rastu po Kini, Nepalu, Indiji, Vijetnamu i Japanu

## Opis
Porodica Stachyuraceae se sastoji od jednog roda (Stachyurus) od desetak vrsta koje rastu od Himalaja do Japana. Zimzeleno ili listopadno drveće ima cvatove koji podsjećaju na topolu i jasiku, zbog čega su se ranije nalazila u blizini obitelji Salicaceae. Neki članovi Stachyurusa uzgajaju se kao ukrasne biljke i cvjetaju mnogo prije nego li se lišće potpuno razvije.

## Vrste
1. Stachyurus chinensis Franch.
2. Stachyurus coaetaneus Chatterjee
3. Stachyurus cordatulus Merr.
4. Stachyurus himalaicus Hook.f. & Thomson ex Benth.
5. Stachyurus macrocarpus Koidz.
6. Stachyurus oblongifolius F.T.Wang & T.Tang
7. Stachyurus obovatus (Rehder) Hand.-Mazz.
8. Stachyurus praecox Siebold & Zucc.
9. Stachyurus retusus Y.C.Yang
10. Stachyurus salicifolius Franch.
11. Stachyurus szechuanensis W.P.Fang
12. Stachyurus yunnanensis Franch.